# Смугачеві
Смугачеві (Balaenopteridae) — родина ссавців з ряду китоподібних, що включає роди «смугастих» китів. Смугачеві належать до підряду китовиді, або т.зв. «вусатих» китів (Mysticeti).
Загальною особливістю родини є розвиток особливих шкірних складок на горлі і наявність спинного плавця.

## Видовий склад

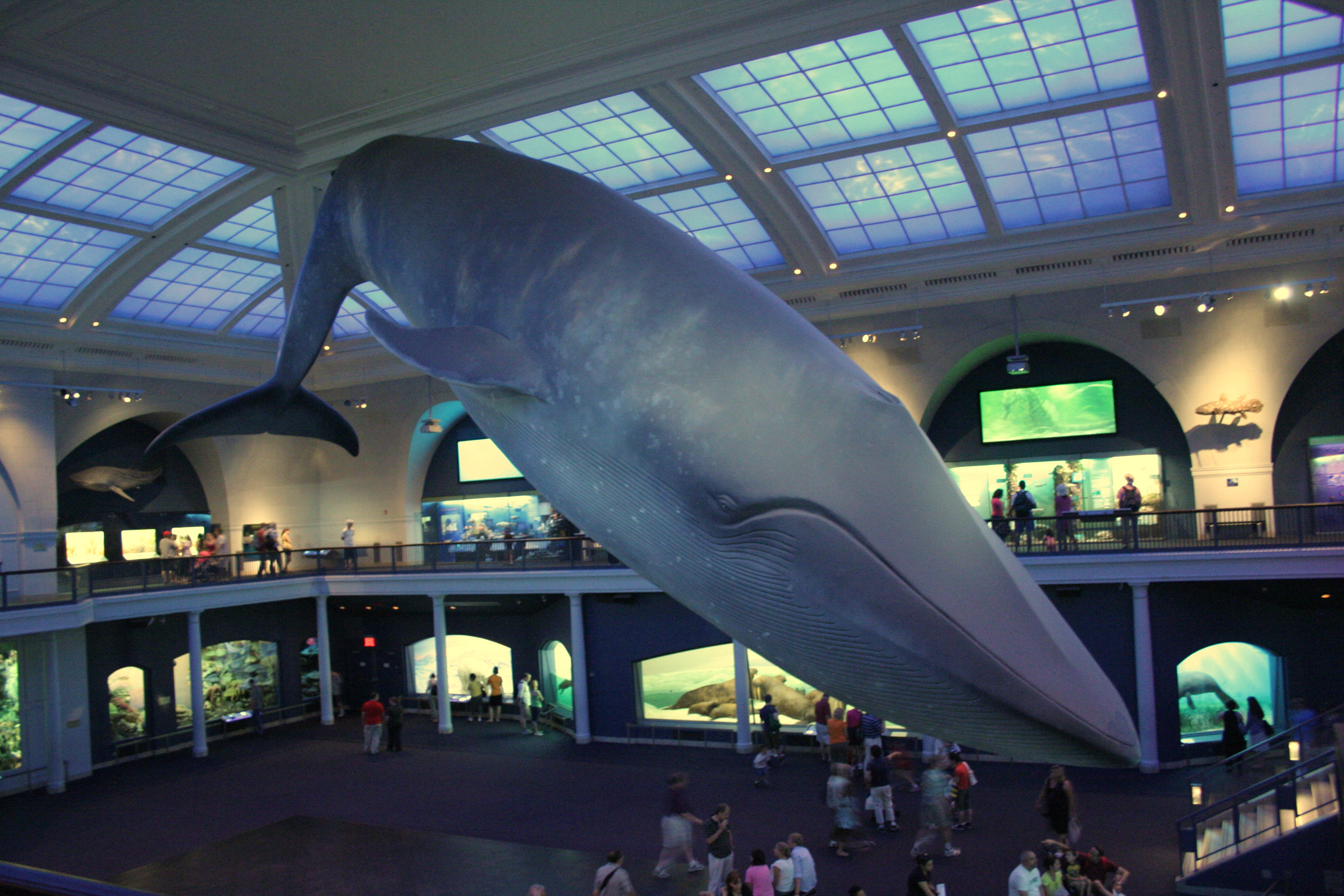
смугач блакитний: на збільшенні добре видні шкірні складки, з якими пов'язана назва роду і родини

Центральним родом родини є рід смугач (Balaenoptera). До складу родини входять три роди і кілька видів:
- рід Eschrichtius — 1 сучасний вид:

Eschrichtius robustus
- рід Горбань (Megaptera) — у роді 1 вид:

Горбань звичайний, або горбатий кит (Megaptera novaeangliae)
- рід Смугач (Balaenoptera) — в роді 9 сучасних видів:

смугач малий (Balaenoptera acutorostrata)
смугач антарктичний (Balaenoptera bonaerensis)
смугач сейвал (Balaenoptera borealis)
Balaenoptera brydei
Balaenoptera edeni
смугач блакитний, або «синій кит» (Balaenoptera musculus)
Balaenoptera omurai
смугач фінвал (Balaenoptera physalus)
Balaenoptera ricei